# Шепсталь
Шепсталь (нім. Schöpstal) — громада в Німеччині, розташована в землі Саксонія. Входить до складу району Герліц.
Площа — 29,62 км2. Населення становить 2387 ос. (станом на 31 грудня 2020).